# Albert Hagar

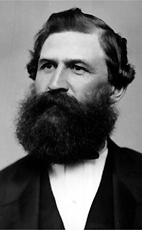
Albert Hagar.

Albert Hagar (1827 - 14 de septiembre de 1924), fue un comerciante y político canadiense. Nació en el Alto Canadá (ahora Ontario), hijo de un comerciante de Montreal. Fue educado en Vermont, y se convirtió en granjero, comerciante y dueño de un aserradero en Plantagenet. 
En 1881 cuando William Harkin murió, Hagar fue elegido por votación para ser miembro de la Asamblea Legislativa de Ontario en representación del Distrito de Prescott. Fue reelecto en 1883.  
Hagar también fue capitán de la milicia local, administrador de escuelas y guardián de los condados de Prescott y Russell. Fue el último sobreviviente del primer parlamento canadiense. 